# Картер, Алан Брайан
Алан Брайан Картер (англ. Alan Brian Carter, 05.07.1952, Линкольншир, Англия) — британский философ
. С 2005 года эмерит-профессор этики Университета Глазго (en:Professor of Moral Philosophy, Glasgow).

## Биография
Окончил Университет Кента (бакалавр философии с золотой медалью, 1982) и Университет Сассекса (магистр философии, 1983). Степень доктора философии по философии (DPhil in Philosophy) получил в St Cross колледже Оксфорда (1987).
Академическую деятельность начал лектором политологии в 1987-88 годах в Дублинском университетском колледже. В 1988—2001 годах лектор философии, а в 1995—2001 годах одновременно возглавлял философский факультет Heythrop колледжа Лондонского университета. В 2001—2004 годах профессор философии и изучения окружающей среды в Колорадском университете в Боулдере.